# 宮崎八郎 (建築家)
宮崎 八郎（みやざき はちろう）は、日本の建築家・一級建築士。大阪工業大学大樹会第2代会長。大阪府建築士会名誉会長・第5代会長 。大阪建築確認検査協会名誉会長。日本建築士会連合会元副会長 。近畿建築確認検査協会初代会長。大阪建築防災センター名誉理事長。日本建築総合試験所元理事。新日本建築家協会1991幹事。第16回大阪まちなみ賞審査委員。大阪府美術家協会会員(碧龍会)。元大阪市立大学生活科学部住居学科および近畿大学理工学部建築学科講師。

## 略歴
1956年大阪工業大学工学部建築学科卒業。三座建築事務所にて建築設計に従事。1967年独立し、宮崎建築設計事務所を開設し、事務所・商業施設案件などを手掛ける。1970年日本建築士会連合会主催の懸賞設計競技で金賞受賞 「中都市に建つビジネスホテル」。近畿大学理工学部建築学科講師を経て、1986年大阪市立大学（現：大阪公立大学）生活科学部住居学科講師。同大学を退職し、宮崎建築設計事務所所長。大阪工業大学建築士同窓会「大樹会」第2代会長を務めた。 1995年建設大臣賞、1997年黄綬褒章、2005年旭日小綬章を受章。
その他、大阪府建築士会および大阪建築確認検査協会名誉会長、近畿建築確認検査協会初代会長、大阪建築防災センター名誉理事長、日本建築士会連合会副会長などの要職を務め、特に建築士への建築確認検査・建築防災の教育に貢献した。

## 主な受賞
- 日本建築士会連合会主催懸賞 設計競技金賞 「中都市に建つビジネスホテル」(1970)
- 日本建築士会連合会会長表彰(1982)
- 大阪府建築士会ミナミの再生道頓堀アイデア設計コンペ入賞(1984)
- 大阪建築法制100周年記念事業懸賞 論文入賞「21世紀の大阪都市像」(1987)
- 奈良市民ホール国際建築設計競技入賞(1991)

## 主な著書
- 建築設計事務所まるごと活用法（分担執筆、学芸出版1985、学術書）
- 建築設計事務所のQ&A活用法（分担執筆、学芸出版1989、学術書）
- 建物を強くする新しい知識（分担執筆、学芸出版1995、学術書）
- 生活と住まい（共編著、コロナ社2002、学術書)